# 백수고등학교
백수고등학교는 전라남도 영광군 백수읍 백수로 1057 (죽사리)에 있었던 고등학교이다.

## 학교 연혁
- 1985년 3월 1일: 개교
- 2000년 2월 29일: 폐교

## 폐교 이후
폐교 이후, 백수고등학교 부지에는 영광키즈랜드가 들어설 예정이다.